# 高俊芳
高俊芳（1954年—），女性，中华人民共和国企业家，吉林省洮南县人，长生生物科技股份有限公司董事长、总经理，吉林省政协委员、长春市人大代表。

## 生平
高俊芳家境普通，她20世纪70年代中专毕业，专业为财务。她在长春生物制品研究所财会部门实习时表现出色，获得留用，担任会计。在所里，她结识了张友奎，二人后来结婚。媒体采访中，长春生物制品研究所的一些员工回忆，高俊芳与时任所长张嘉铭关系甚好，因而她得以升任财务处处长，她的丈夫升为人事处副处长。
1992年8月27日，长春生物制品研究所联合长春生物高技术应用研究所和长春生物制品研究所生物技术服务中心经销部共同发起设立长春长生实业股份有限公司（2002年改名为长春长生生物科技股份有限公司），高俊芳出任副总经理。1993年4月她成为长生实业总经理。1996年、1997年，长春生物制品研究所、长春生物高技术应用研究所先后转让了所持长生实业股份，长春高新技术产业（集团）股份有限公司成为长春长生第一大股东。高俊芳也在这期间离开了长春生物制品研究所，加入长春高新。2001年2月高俊芳出任长春高新副总经理，当时便以副总经理身份主持工作。同年5月25日，她被选为长春高新总经理。2003年1月她辞去长春高新总经理一职。
2004年，长春高新将长春长生的25%股权以每股2.7元、总价3,375万元人民币卖给高俊芳，同时将长春长生34.68%股权以相同的每股价格转让给吉林亚泰（集团）股份有限公司。这次转让饱受争议。当时长春高新的主要盈利来源就是长春长生。媒体质疑长春贱卖核心资产、转让理由不合理，高价不卖代价卖。这次转让时，高俊芳担任长春高新董事、副董事长、长春长生董事长兼总经理。媒体认为，以高俊芳的收入，她无法负担股权转让的费用。她当时向媒体透露自己出资两百万，余下通过向亲戚朋友借（另一次是说向银行借），媒体质疑其收购时的资金来源。长春高新原来的计划是将长春长生34.68%股权以每股2.4元的价格卖给高俊芳，受到质疑后修改了转让计划。这次转让后，高俊芳退出了长春高新。
2006年，吉林亚泰将之前受让的长春长生股权全部卖给了高俊芳，转让价格为每股2.8元人民币。由于此前2004年吉林亚泰收购时的股价为每股2.7元，几年间长春长生业绩大幅增长，有人质疑此次收购涉嫌侵吞国有资产。2007年2月5日，高俊芳通过她控制的深圳市豪言生物技术有限公司受让韩刚君持有的长春长生30%的股权，进一步控制长春长生。
2015年，长春长生借壳黄海机械，登陆深圳证券交易所。连云港黄海机械股份有限公司更名为长生生物科技股份有限公司，证券简称由改为长生生物，一致行动人高俊芳、张洺豪、张友奎共持有公司33.70%的股份，为公司的实际控制人。长春长生业绩快速增长，然而媒体批评公司研发投入过低、宁愿花钱买保本理财产品也不愿意研发；销售费用过高，可能与行贿有关。公司曾被指控为上市而粉饰业绩。
2018年7月15日，国家药品监督管理局通告称，在飞行检查中发现长生生物全资子公司长春长生生物科技有限责任公司在狂犬病疫苗生产记录造假。事件迅速发酵。2018年7月18日吉林省食药监局对长春长生此前另一桩问题疫苗事件开出罚单，2017年长春长生生产的某批百白破疫苗效价指标不符合标准，公司被处没收违法所得、罚款。国务院总理李克强、中共中央总书记习近平先后分别对案件作出批示和指示。7月23日下午，高俊芳等人被带往公安机关接受调查。24日晚间，长春新区公安分局宣布，因涉嫌犯罪，高俊芳、张友奎等15人被刑事拘留。
2019年1月22日高俊芳案被移送长春市检察院审查起诉，1月25日开始接待辩护律师。高俊芳涉嫌非国家工作人员行贿受贿罪、挪用资金罪，将于3月9日前与生产销售劣药罪一并移送到市法院。

## 家庭
高俊芳的丈夫是张友奎，儿子是张洺豪。三人均持有长生生物股权，都在长生生物担任高管。高俊芳任董事长、总经理、财务总监，丈夫张友奎任副总经理、销售总监，儿子张洺豪的职务是副董事长、副总经理。张洺豪之妻隋嘉琪也因常在微博上炫富遭到网友人肉。另曾有人造谣称高俊芳为前人民日报社社长高狄之女，遭辟谣。